# Henri Hemsch
Henri Hemsch, eigentlich Johann Heinrich Hemsch, auch Jean-Henri Hemsch und Johannes Heinrich Hembsch (* 21. Februar 1700 in Kastenholtz bei Köln; † September 1769 in Paris), war ein französischer Cembalobauer deutscher Herkunft.

## Leben
Hemsch wurde in Kastenholtz bei Köln geboren und zog im Jahr 1728 nach Frankreich. In Paris absolvierte er eine sechsjährige Ausbildung in der Werkstatt von Antoine Vater, einem anderen Einwanderer aus Deutschland. Danach machte er sich mit seinem jüngeren Bruder Guillaume (Wilhelm) Hemsch (* 5. Dezember 1709) selbständig und eröffnete eine eigene Werkstatt. Er wurde zum Juré der Instrumentenbauer Gilde von Paris im Jahr 1746 gewählt. Er war einer der bedeutendsten Pariser Instrumentenbauer seiner Zeit. Sein Nachfolger wurde sein Neffe Jean-Henri Moers (* 1734) der ebenfalls aus Kastenholtz stammte.

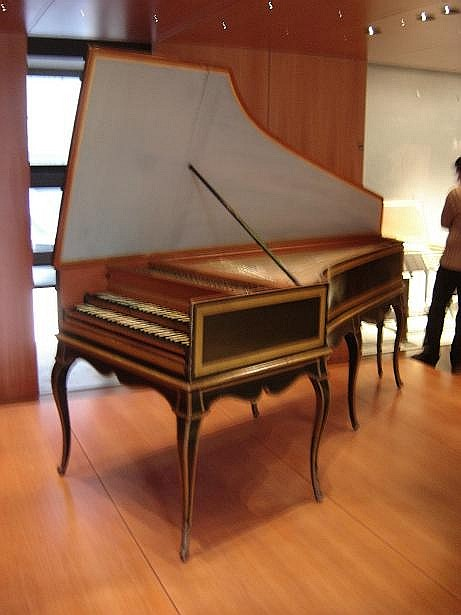
Hemsch Cembalo, Cité de la musique, Paris

Fünf seiner Cembali mit zwei Manualen sind bis heute erhalten. Das älteste befindet sich im Museum of Fine Arts, Boston. Es stammt aus dem Jahr 1736. Seine Instrumente ähneln denen von Antoine Vater und sind im französischen Stil gebaut, mit zwei Manualen, drei Registern, einer Schiebekoppel und einem Umfang von FF–e’’’ bis f’’’ in einem Instrument aus dem Jahr 1761 im Musée de la musique. Seine erhaltenen Instrumente sind ähnlich in Art und Ausführung zu denen von Blanchet und Pascal-Joseph Taskin.